# 岩本真典
岩本 真典（いわもと まさのり、1970年9月28日 - ）は、熊本県熊本市出身の元ハンドボール選手、指導者。2019年まで日本ハンドボールリーグの大崎オーソル監督を務め、現在は、トヨタ紡織九州レッドトルネードSAGA監督。
日本リーグでの通算得点は1079得点（フィールド912点、7mスロー167点）。

## 経歴
熊本市立商業高等学校卒業後に早稲田大学へ進学。1993年1月に1992年度の全日本学生ハンドボール連盟・優秀選手に選出された。
1993年に日本ハンドボールリーグの三陽商会に入社。1993-94年シーズンの最優秀新人賞とベストプレーヤー賞（ベストセブン）を受賞した。
1997年には地元で開催された第15回世界選手権に日本代表のメンバーとして出場。
2000-01年シーズン限りで三陽商会ハンドボール部が休部となったため、大崎電気に移籍。
2006年10月18日、富士見市立市民総合体育館で行われた豊田合成戦で、日本リーグ史上初の通算1000得点を記録した。
2008-09年シーズン限りで現役を引退し、大崎電気の監督に就任。
2015年2月23日にハンドボール日本男子代表の監督に就任。大崎電気では総監督となり、代行監督として佐藤良彦が指揮を執った。しかし、同年に行われたリオデジャネイロ五輪のアジア予選で敗退したため、代表監督を退任。日本リーグのプレーオフでは監督として自身初の優勝を達成し、最優秀監督賞を受賞した。
2016-17年シーズンはレギュラーシーズンを2位で終了。プレーオフでは2年連続となる優勝を果たし、最優秀監督賞を受賞した。
2017-18年シーズンは2年ぶりにレギュラーシーズンを1位で通過した。プレーオフでは3連覇を達成し、最優秀監督賞を受賞。
2018-19年シーズン限りで大崎電気の監督を退任し、アドバイザーに就任。
2020年ー　トヨタ紡織九州ハンドボール部レッドトルネード（現トヨタ紡織九州レッドトルネードSAGA）コーチ、監督就任。
2023年　燃ゆる感動かこしま国体　佐賀（トヨタ紡織九州レッドトルネードSAGA）代表として優勝。

## 人物
歌手の森高千里は中学校の1年先輩に当たる。作家の中山智幸は小・中学校の後輩。

## 詳細情報

### 通算選手成績
| JHL：15年 | フィールド 得点 | 率   | 7m      | 合計      |
| --------- | --------------- | ---- | ------- | --------- |
| JHL：15年 | 912/1866        | .489 | 167/216 | 1079/2082 |

### 年度別監督成績

#### レギュラーシーズン
| 年        | リーグ    | チーム    | 順位      | 試合 | 勝利 | 引分 | 敗戦 | 得点 | 失点 |
| --------- | --------- | --------- | --------- | ---- | ---- | ---- | ---- | ---- | ---- |
| 2009-10   | JHL       | 大崎電気  | 5位       | 14   | 8    | 1    | 5    | 398  | 350  |
| 2010-11   | JHL       | 大崎電気  | 1位       | 14   | 12   | 0    | 2    | 484  | 414  |
| 2011-12   | JHL       | 大崎電気  | 1位       | 14   | 11   | 1    | 2    | 480  | 382  |
| 2012-13   | JHL       | 大崎電気  | 1位       | 16   | 16   | 0    | 0    | 547  | 413  |
| 2013-14   | JHL       | 大崎電気  | 2位       | 16   | 12   | 1    | 3    | 489  | 414  |
| 2014-15   | JHL       | 大崎電気  | 1位       | 16   | 16   | 0    | 0    | 524  | 395  |
| 2015-16   | JHL       | 大崎電気  | 1位       | 4    | 4    | 0    | 0    | 125  | 82   |
| 2016-17   | JHL       | 大崎電気  | 2位       | 16   | 11   | 2    | 3    | 439  | 386  |
| 2017-18   | JHL       | 大崎電気  | 1位       | 24   | 18   | 2    | 4    | 695  | 572  |
| 2018-19   | JHL       | 大崎電気  | 1位       | 24   | 20   | 2    | 2    | 663  | 552  |
| JHL：10年 | JHL：10年 | JHL：10年 | JHL：10年 | 158  | 128  | 9    | 21   | 4844 | 3960 |

- 各年度の太字はリーグ最高
- 2015-16年シーズンは日本代表男子の監督を兼任していたため4試合の登録のみ

#### JHLプレーオフ
| 年      | 大会名           | 対戦相手     | 勝敗               |
| ------- | ---------------- | ------------ | ------------------ |
| 2010-11 | 開催中止         | 開催中止     | 開催中止           |
| 2011-12 | プレーオフ準決勝 | 湧永製薬     | 28-16 / 決勝進出   |
| 2011-12 | プレーオフ決勝   | 大同特殊鋼   | 32-36 / 敗退 (2位) |
| 2012-13 | プレーオフ準決勝 | 大同特殊鋼   | 24-27 / 敗退 (3位) |
| 2013-14 | プレーオフ準決勝 | 大同特殊鋼   | 29-30 / 敗退 (3位) |
| 2014-15 | プレーオフ準決勝 | 琉球コラソン | 31-27 / 決勝進出   |
| 2014-15 | プレーオフ決勝   | 大同特殊鋼   | 19-23 / 敗退 (2位) |
| 2015-16 | プレーオフ準決勝 | 大同特殊鋼   | 19-18 / 決勝進出   |
| 2015-16 | プレーオフ決勝   | トヨタ車体   | 25-24 / 優勝       |
| 2016-17 | プレーオフ準決勝 | トヨタ車体   | 29-25 / 決勝進出   |
| 2016-17 | プレーオフ決勝   | 大同特殊鋼   | 29-26 / 優勝       |
| 2017-18 | プレーオフ決勝   | トヨタ車体   | 30-26 / 優勝       |
| 2018-19 | プレーオフ決勝   | トヨタ車体   | 23-27 / 敗退 (2位) |

### 代表監督成績
| 年     | 大会名                           | 国           | 結果       |
| ------ | -------------------------------- | ------------ | ---------- |
| 2015年 | リオデジャネイロ五輪・アジア予選 | 日本代表男子 | 敗退 (5位) |

### タイトル・表彰

#### 日本ハンドボールリーグ
- ベストセブン賞：3回 (1993年・1995年・2005年)
- 最優秀新人賞 (1993年)
- 得点王：1回 (1995年)
- 最優秀監督賞：3回 (2015年・2016年・2017年)

#### 社会人選手権
※前身の実業団選手権を含む
- ベストセブン：1回 (2004年)
- 最優秀監督賞：4回 (2010年・2012年・2015年・2018年)